# Eblisia infans
Eblisia infans är en skalbaggsart som beskrevs av Lewis 1902. Eblisia infans ingår i släktet Eblisia och familjen stumpbaggar. Inga underarter finns listade i Catalogue of Life.